# بلدية أنطونيو بينتو ساليناس
بلدية أنطونيو بينتو ساليناس (بالإسبانية: Municipio Antonio Pinto Salinas)‏ هي واحدة من بين 23 بلدية التي تُشكِّل ولاية ماردة (ميريدا) في فنزويلا، أظهرت تقديرات السكان لعام 2007 التي أجراها المعهد الوطني للإحصاء في فنزويلا أن عدد سكان بلدية أنطونيو بينتو ساليناس يبلغ 26,073 نسمة. تمثل بلدة سانتا كروز دي مورا المركز الإداري لبلدية أنطونيو بينتو ساليناس.

## التركيبة السكانية
يبلغ عدد سكان بلدية أنطونيو بينتو ساليناس حسب تقديرات عام 2007 الصادرة عن المعهد الوطني للإحصاء في فنزويلا، 26,073 نسمة (ارتفاعًا من 23,905 نسمة في عام 2000). ويمثل هذا 3.1% من سكان الولاية. وتبلغ الكثافة السكانية للبلدية 74.9 نسمة لكل كيلومتر مربع (194/ميل مربع).
كان عمدة بلدية أنطونيو بينتو ساليناس السابق هو خيسوس أليكسيس رودريغيز، أعيد انتخابه في 31 أكتوبر 2004، بنسبة 55% من الأصوات. تنقسم البلدية إلى ثلاث أبرشيات: العاصمة أنطونيو بينتو ساليناس، وميسا بوليفار، وميسا دي لاس بالماس.